# Tour préliminaire des éliminatoires de la Coupe d'Afrique des nations de football 2021
Navigation
Groupe A
Le tour préliminaire des éliminatoires de la Coupe d'Afrique des nations de football 2021 est une compétition qualificative pour le second tour des éliminatoires.

## Tirage au sort
Les 8 équipes du pot 5 (les moins biens classées du continent) disputent des matchs aller-retour en octobre 2019.
- Liberia (45e du classement CAF)
- Maurice (46e du classement CAF)
- Gambie (47e du classement CAF)
- Soudan du Sud (48e du classement CAF)
- Tchad (49e du classement CAF)
- Sao Tomé-et-Principe (50e du classement CAF)
- Seychelles (51e du classement CAF)
- Djibouti (52e du classement CAF)

## Matchs
| Équipe        | Aller | Total             | Retour | Équipe               |
| ------------- | ----- | ----------------- | ------ | -------------------- |
| Liberia       | 1 - 0 | 1 - 1 (4 - 5 tab) | 0 - 1  | Tchad                |
| Soudan du Sud | 2 - 1 | 3 - 1             | 1 - 0  | Seychelles           |
| Maurice       | 1 - 3 | 2 - 5             | 1 - 2  | Sao Tomé-et-Principe |
| Djibouti      | 1 - 1 | 2 - 2 (2 - 3 tab) | 1 - 1  | Gambie               |

## Résultats
| 9 octobre 2019 | Liberia     | 1 - 0   | Tchad | Samuel Kanyon Doe Sports Complex, Monrovia |                                         |
| 16:00 UTC±0    | Sherman 43e | (1 - 0) |       | Arbitrage : Gilberto Antonio dos Santos    | Arbitrage : Gilberto Antonio dos Santos |

| 13 octobre 2019 | Tchad                                                         | 1 - 0             | Liberia                                          | Stade omnisports Idriss-Mahamat-Ouya, N'Djaména |                                        |
| 14:00 UTC+1     | Ndouassel 54e                                                 | (0 - 0)           |                                                  | Arbitrage : Santillan Costa dos Santos          | Arbitrage : Santillan Costa dos Santos |
| 14:00 UTC+1     |                                                               | , 50e Johnson ·   |                                                  | Arbitrage : Santillan Costa dos Santos          | Arbitrage : Santillan Costa dos Santos |
| 14:00 UTC+1     | Ndouassel · Djibrine · Djimet · Barthélemy · Ninga · Laokandi | Tirs au but 5 - 4 | Nimely · Saygbe · Njie · Sherman · Dorley · Swen | Arbitrage : Santillan Costa dos Santos          | Arbitrage : Santillan Costa dos Santos |

| 9 octobre 2019 | Soudan du Sud       | 2 - 1   | Seychelles  | Al Merreikh Stadium, Omdourman  |                                 |
| 16:00 UTC+2    | Thok 20e · Kuch 44e | (2 - 1) | 12e Hoareau | Arbitrage : Emmanuel Mwandembwa | Arbitrage : Emmanuel Mwandembwa |

| 13 octobre 2019 | Seychelles | 0 - 1   | Soudan du Sud | Stade Linité, Victoria        |                               |
| 16:00 UTC+4     |            | (0 - 0) | 72e Kuch      | Arbitrage : Mohamed Athoumani | Arbitrage : Mohamed Athoumani |

| 9 octobre 2019 | Maurice       | 1 - 3   | Sao Tomé-et-Principe     | Stade Anjalay, Belle Vue Harel   |                                  |
| 17:00 UTC+1    | Perticots 40e | (1 - 1) | 45e 60e Leal · 65e Silva | Arbitrage : Ibrahim Tsimanohitsy | Arbitrage : Ibrahim Tsimanohitsy |

| 13 octobre 2019 | Sao Tomé-et-Principe    | 2 - 1   | Maurice           | Estádio Nacional 12 de Julho, São Tomé |                                  |
| 16:00 UTC±0     | Barbeiro 11e · Leal 27e | (2 - 1) | 45e (pen.) Nazira | Arbitrage : Prince Arcy Dongombe       | Arbitrage : Prince Arcy Dongombe |

| 9 octobre 2019 | Djibouti              | 1 - 1 | Gambie     | Stade national El Hadj Hassan Gouled Aptidon, Djibouti |                                 |
| 19:00 UTC+3    | Jallow-Mbye 59e (csc) | (0-0) | 90e Sanneh | Arbitrage : Ibrahim Nour El Din                        | Arbitrage : Ibrahim Nour El Din |

| 13 octobre 2019 | Gambie                                   | 1 - 1             | Djibouti                          | Independence Stadium, Bakau |                             |
| 16:00 UTC±0     | Jallow 45+3e                             | (1 - 1)           | 10e (pen.) Mahabeh                | Arbitrage : Mahamadou Keita | Arbitrage : Mahamadou Keita |
| 16:00 UTC±0     | Barrow · Colley · Ceesay · Ngum · Jallow | Tirs au but 3 - 2 | Isman · Ahmed · Mahabeh · Dirir · | Arbitrage : Mahamadou Keita | Arbitrage : Mahamadou Keita |

## Statistiques

### Meilleurs buteurs
3 buts    
- Luís Leal

2 buts   
- Joseph Kuch

1 but  
| - Ézéchiel Ndouassel - Mahdi Houssein Mahabeh - Ablie Jallow - Bubacarr Sanneh - Kpah Sherman - Ashley Nazira | - Kevin Perticotsf - Marcos Barbeiro - Ludgério Silva - Nigel Hoareau - Koang Thok |

Contre son camp  (csc)
- Mohamed Mbye (pour le Djibouti)